# Pabellón Araucanía
El pabellón de Chile en la Expo 2015, también conocido como Pabellón El amor de Chile, y actualmente nombrado como Pabellón Araucanía, es la obra que representó a Chile en la Exposición Universal de Milán celebrada ese año en la ciudad italiana de Milán. Fue llamado popularmente como «El Amor de Chile» durante su estancia en Europa, en homenaje al poema homónimo de Raúl Zurita —Premio Nacional de Literatura—; siendo rebautizado como «Pabellón Araucanía», una vez que fue reubicado en Temuco, capital de la Región de La Araucanía, a los pies del cerro Ñielol.

## Características
Fue diseñado por Cristián Undurraga y Ana Luisa Devés, quienes quisieron darle forma al pabellón inspirado en la artesanía chilena, por lo que el diseño, construido en madera laminada de pino radiata en estilo de entramados, es sostenido por seis trípodes invertidos de acero, lo que le otorga una forma rectangular que simula un canasto de la cestería en mimbre, actividad artesanal muy difundida en el país. Tiene una superficie de  1.720 m² construidos.

## Premios y reconocimientos
Durante la Exposición Universal, el pabellón chileno ganó el segundo lugar (medalla de plata) como «Mejor Arquitectura y Paisaje», solo superado por el pabellón de Reino Unido. Adicionalmente, recibió una de las tres menciones honrosas especiales por su innovación y vanguardismo arquitectónico, junto a los pabellones de Brasil y Marruecos. Asimismo, obtuvo tres de los cuatro premios otorgados por el Ministerio del Ministerio de Medio Ambiente y Protección del Territorio y del Mar de Italia en relación con arquitectura sostenible.

## Pabellón Araucanía
Una vez terminada la Expo 2015, el pabellón fue desarmado y llevado de regreso a Chile. El Ministerio de Relaciones Exteriores chileno realizó un concurso público en 2016 para decidir qué hacer con la estructura, siendo la propuesta de la Gobierno Regional de La Araucanía la ganadora, liderada por el Intendente regional de entonces, Andrés Jouannet. Fue convertido en un centro cultural y convenciones, además de un espacio para mercado artesanal de comercio justo. También jugó un rol fundamental en la propuesta debido a la importancia que tiene la actividad forestal en la Zona Sur del país; sumado a lo común de las edificaciones en madera en la región, dándole además un sentido localista.